# Pangolim-de-cauda-longa
O Pangolim-de-cauda-longa (Manis tetradactyla) é um mamífero folidoto da família dos manídeos. Não há informações disponíveis sobre a vida útil dos pangolins de cauda longa. Em geral, eles não se dão bem em cativeiro, normalmente sobrevivendo menos de seis meses.

## Distribuição
Os pangolins de cauda longa são nativos de partes da África Ocidental e Central na zona biogeográfica da Etiópia. Eles vão do Senegal a Uganda e Angola, abrangendo a República Democrática do Congo,  Gabão, Guiné Equatorial, Camarões, Nigéria, Benin, Togo, Gana, Costa do Marfim, Libéria, Serra Leoa, Guiné, Guiné-Bissau, Gâmbia e Senegal.

## Hábitat
Os pangolins de cauda longa são estritamente arbóreos, residindo em árvores ocas ou epífitas. Eles vivem em florestas tropicais ribeirinhas e pantanosas, incluindo áreas agrícolas dentro das florestas tropicais. Eles são bons nadadores e sempre são encontrados perto da água; eles podem cair na água de galhos pendentes. Os pangolins de cauda longa preferem viver longe das bordas externas das florestas. Eles são geralmente restritos ao dossel da floresta.